# Bernhard Joachim von Bülow
Bernhard Joachim von Bülow (* 8. Juli 1747 in Camin; † 30. August 1826 in Schwerin) war mecklenburg-schwerinscher Diplomat und Oberhofmarschall.

## Leben
Er besuchte die Ritterakademie in Braunschweig und trat 1764 als Hofjunker in den Dienst des Herzogs Friedrich von Mecklenburg. 1775 begleitete er als Kammerherr den Erbprinzen Friedrich Franz zu dessen Hochzeit mit Luise von Sachsen-Gotha-Altenburg nach Gotha. 1796 vertrat er den Hof bei den Verhandlungen wegen der Verlobung von Luise Charlotte zu Mecklenburg in Stockholm. In den Jahren 1806/1807 war er der Hauptunterhändler des Herzogtums mit den Franzosen und stand 1807 an der Spitze einer Delegation der mecklenburgischen Stände nach Warschau, wo er mit Talleyrand wegen der Rückkehr der ins Exil nach Altona geflüchteten herzoglichen Familie verhandelte. 1813 stand er kurzzeitig an der Spitze der Regierung von Mecklenburg-Schwerin.
1792 erwarb er die Güter Retgendorf (heute Ortsteil der Gemeinde Dobin am See), Flessenow, Neu-Schlagstorf (heute Neu Schlagsdorf) und Ventschow.
Er war zunächst verheiratet mit Elisabeth, geb. von der Lühe (* 17. Februar 1753; † 21. Juni 1796). Als sie starb, hinterließ sie acht minderjährige Kinder. Bülow heiratete in zweiter Ehe 1798 Charlotte Louise Caroline geb. von Oertzen (* 17. April 1764; † 22. Februar 1833), mit der er noch vier weitere Kinder hatte. Heinrich von Bülow und Adolf von Bülow waren zwei seiner sechs Söhne. Von seinen Töchtern heiratete Louise den Oberstallmeister Vollrath Joachim Helmuth von Bülow und Catharina Louise (1801–1865) den Kammerdirektor Wilhelm von Meerheimb. Er war der Großvater von Helene von Bülow und Bernhard Ernst von Bülow und Urgroßvater von Bernhard von Bülow.
Das Grab von Bernhard Joachim von Bülow und seiner zweiten Frau  befindet sich in der Kirche von Retgendorf.

## Auszeichnungen
- Großkreuz des Dannebrogordens